# Real Rieti
El Real Rieti Calcio a 5 es un  italiano de fútbol sala, fundado en 1999. Juega sus partidos como local en el "PalaMalfatti" de la ciudad de Rieti, región del Lazio. Actualmente juega en la Serie A de la Divisione Calcio a 5. El club obtuvo el ascenso a la máxima categoría en la temporada 2010-11.